# Joop van der Putten
Joop van der Putten (Den Haag, 22 september 1935) is een Nederlands wielrenner die in de periode 1959-1965 als professional actief was.
Hij is de broer van Ab van der Putten die eveneens profwielrenner was.

## Overwinningen
- 1955 – Dwars door Gendringen
- 1957 – Nederlands kampioen op de weg bij de militairen
- 1957 – 1e etappe Olympia's Tour
- 1957 – Ronde van Noord-Holland
- 1959 – Acht van Chaam
- 1959 – 2e etappe Sex-Dagars (Zweden
- 1959 – 6e etappe Olympia's Tour
- 1960 – Ronde van Made
- 1961 – Ronde van Kortenhoef
- 1962 – criterium van Ekeren (België)